# كارديناس (كوبا)
كارديناس هي مدينة، في كوبا، تتبع ماتنزاس، بلغ عدد سكانها 86,700 نسمة، رمزها البريدي هو 42110.

## معرض صور

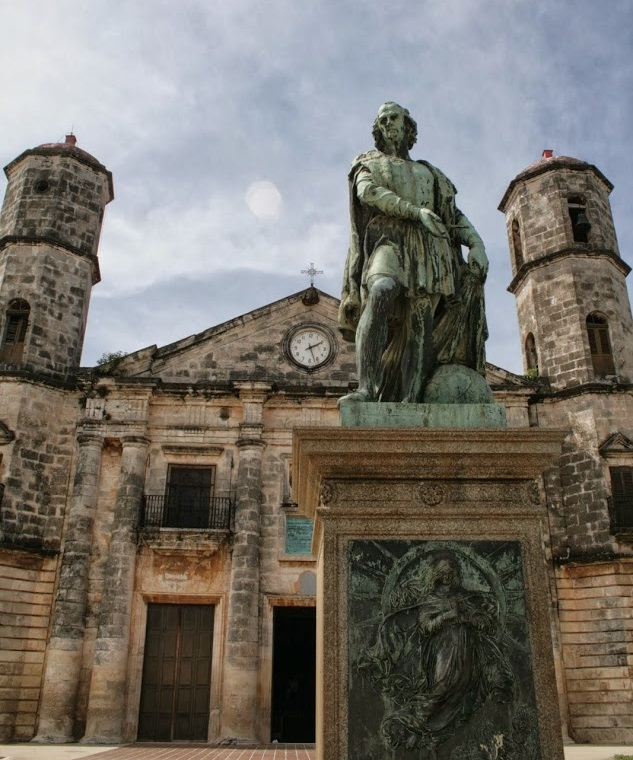
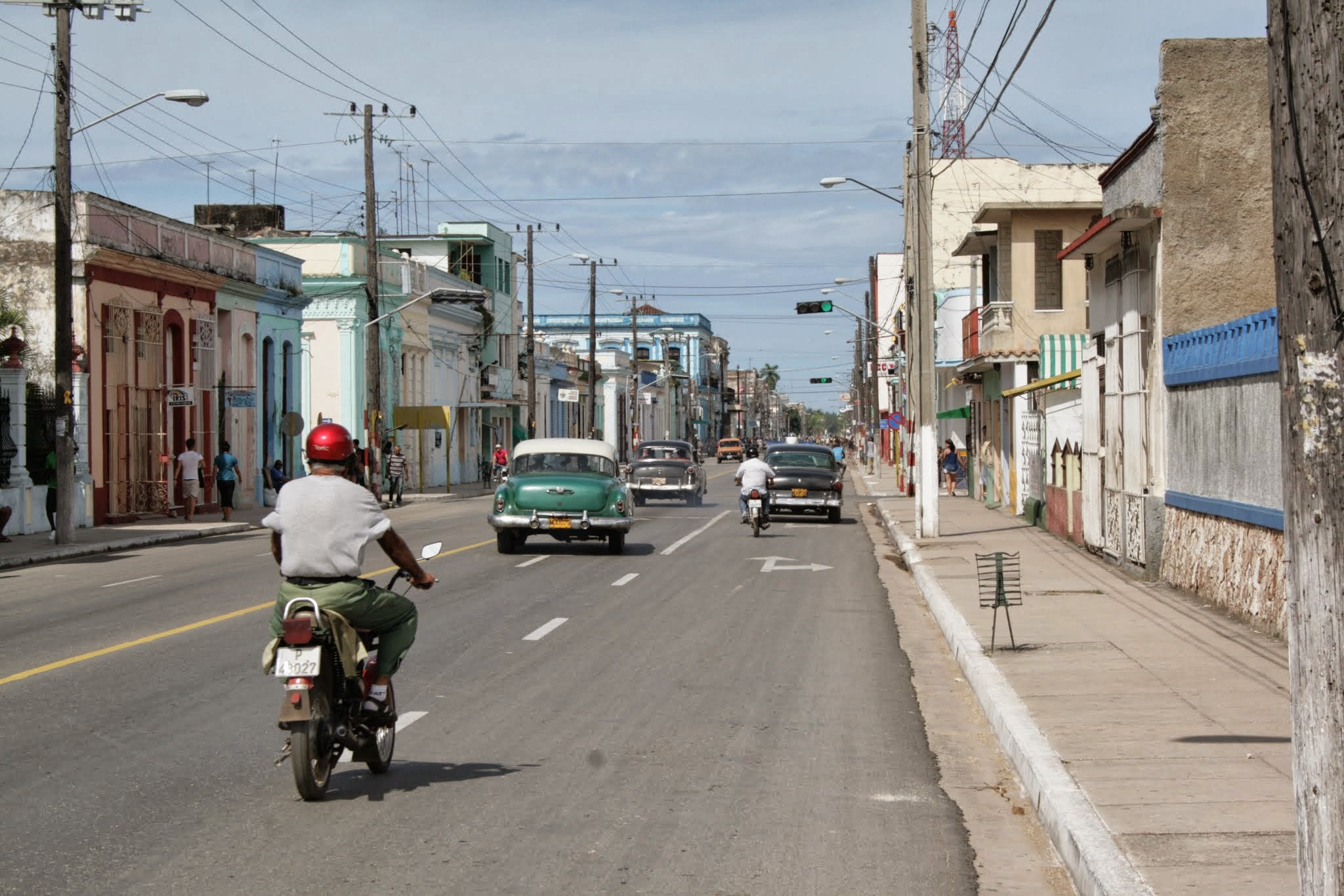
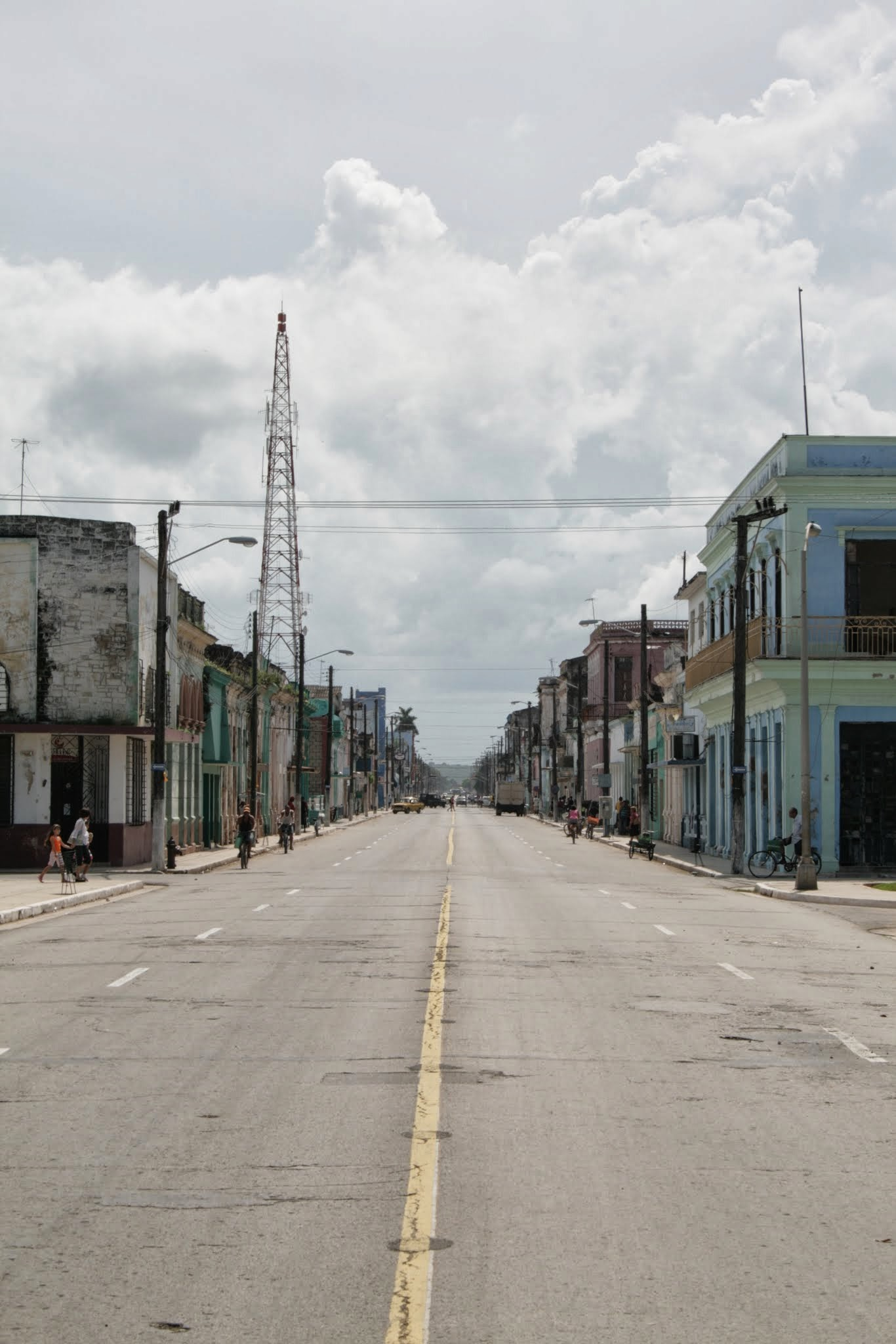
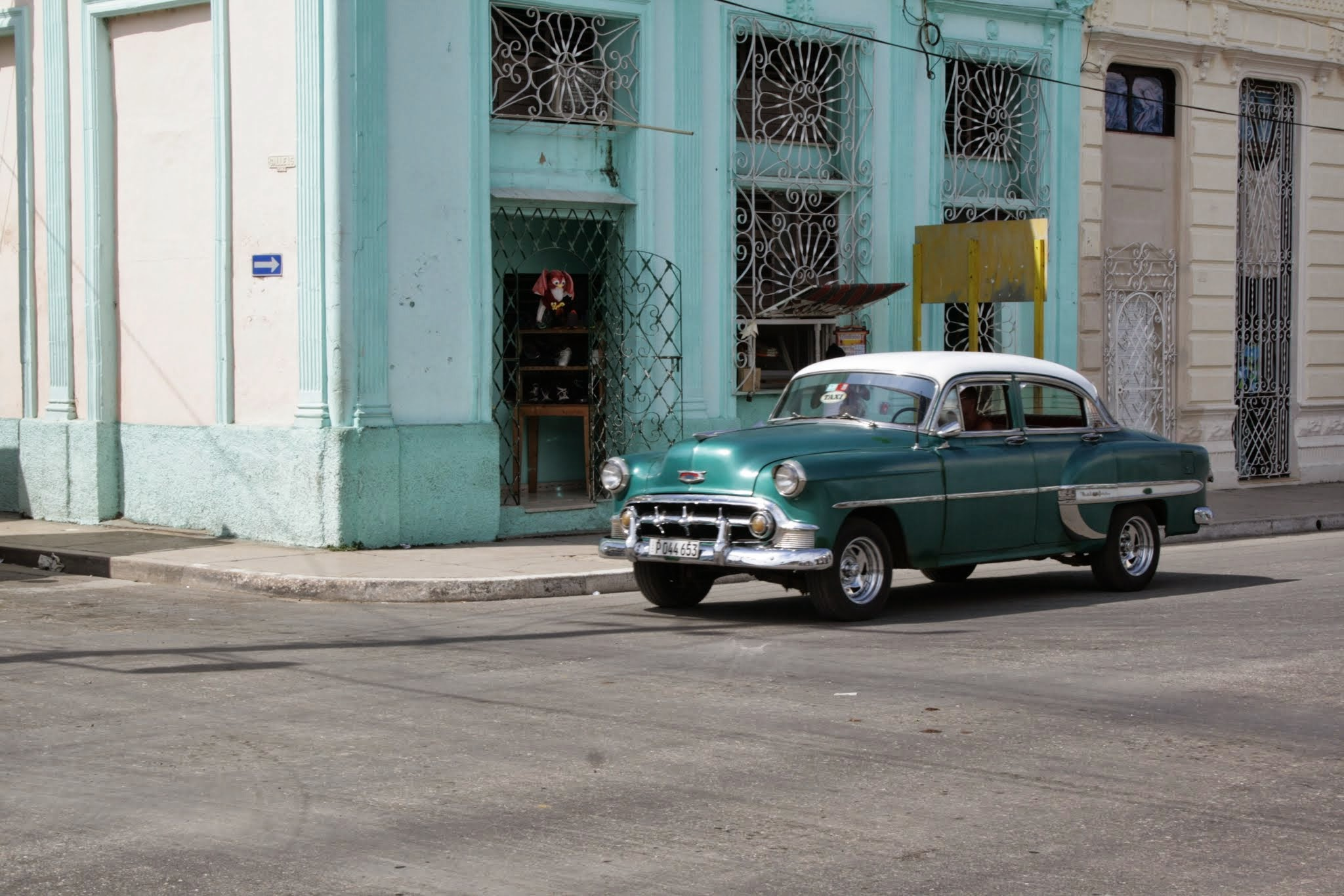
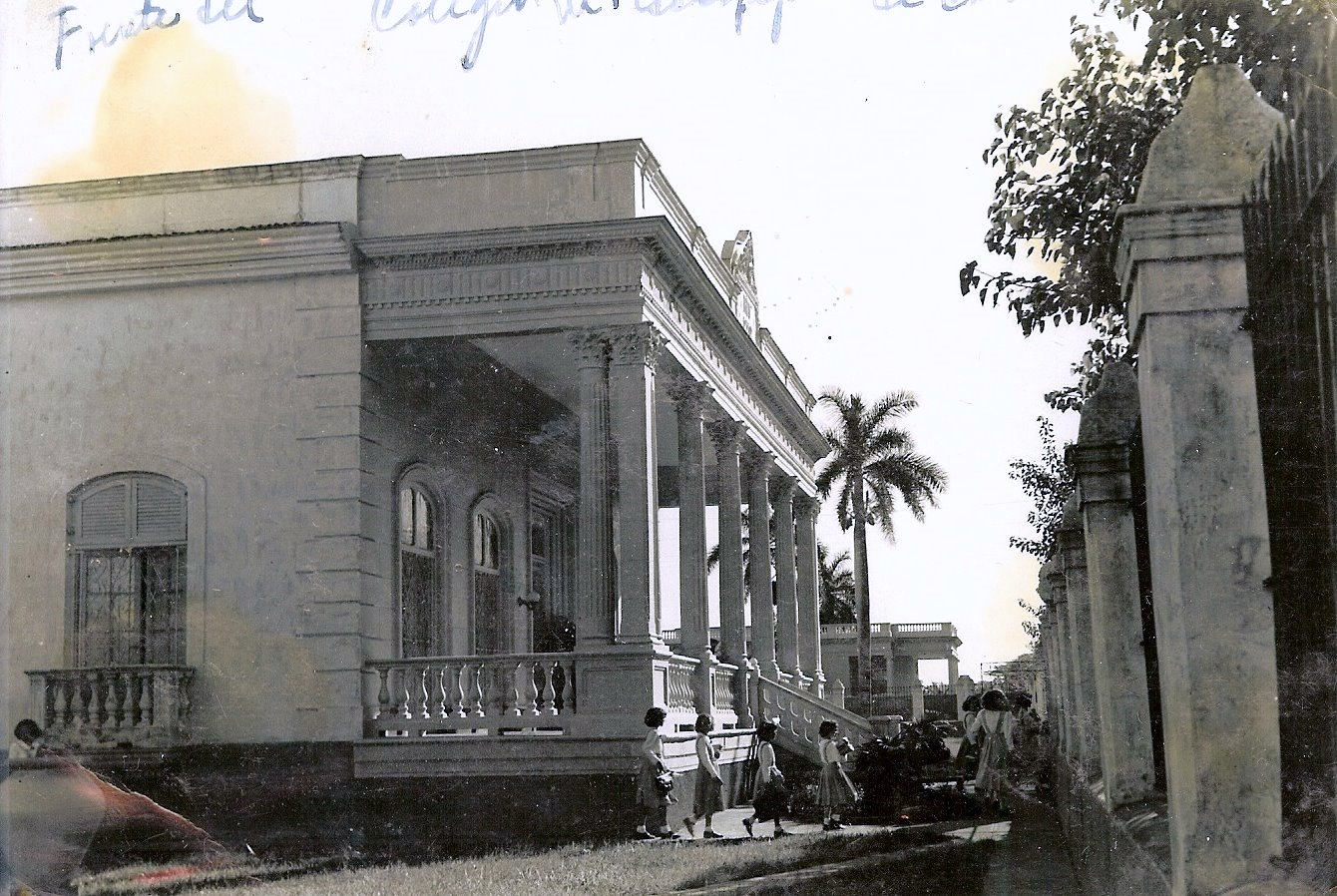

## أعلام
- إرنست سوسا
- روبرتو أوخيدا
- أدولفو
- إدواردو غونزاليس
- خوسيه مارتينيز